# Іван Франьїч
Іван Франьїч (англ. Ivan Franjić, нар. 10 вересня 1987, Мельбурн) — австралійський футболіст, правий захисник клубу «Торпедо» (Москва) та національної збірної Австралії.

## Клубна кар'єра
У дорослому футболі дебютував 2005 року виступами за команду клубу «Сент-Олбанс Сейнтс», в якій провів два сезони.
Своєю грою за цю команду привернув увагу представників тренерського штабу клубу «Мельбурн Найтс», до складу якого приєднався 2007 року. Відіграв за команду з Мельбурна наступні два сезони, після чого сезон 2010 року провів в «Оуклей Кеннонс».
До складу клубу «Брисбен Роар» приєднався 2009 року. За п'ять років встиг відіграти за брисбенську команду 115 матчів в національному чемпіонаті. У 2011, 2012 і 2014 роках він тричи став чемпіоном Австралії.
У серпні 2014 року Іван після травми, отриманої на чемпіонаті світу, перейшов в російський клуб «Торпедо» (Москва) за 200 тисяч євро.

## Виступи за збірну
У грудні 2012 року дебютував в офіційних матчах у складі національної збірної Австралії.
Франьїч взяв участь в одному матчі збірної Австралії на чемпіонаті світу 2014 року — проти Чилі (1:3), в якому віддав гольову передачу на Тіма Кегілла та отримав травму, через яку не зміг продовжити виступати на турнірі.

## Досягнення
- Чемпіон Австралії (3): 2010/11, 2011/12, 2013/14
- Володар Кубка Австралії: 2016
- Переможець Кубка Азії: 2015